# Clostera apicifasciata
Clostera apicifasciata är en fjärilsart som beskrevs av Barend J. Lempke 1959. Clostera apicifasciata ingår i släktet Clostera och familjen tandspinnare. Inga underarter finns listade i Catalogue of Life.